# Keenan MacWilliam
Pour les articles homonymes, voir MacWilliam.
Keenan MacWilliam est née le 30 mars 1989 à Toronto au Canada. Elle est actrice et chanteuse canadienne.

## Biographie
Keenan a commencé sa carrière dès l'âge de 6 ans en actant dans un film publicitaire à Nashville aux États-Unis.
À l'âge de 11 ans elle chante en s'accompagnant de la guitare. Comme elle est bilingue Keenan s'exprime facilement en français comme en anglais.
Elle est notamment connue pour avoir joué le rôle de Carole Hanson dans la série télévisée Grand Galop (The Saddle Club).
Keenan a un frère qui s'appelle Liam.

## Filmographie
- 1999 : Bone Collector : Kimmie[1]
- 1999 : Deep in My Heart
- 1999 : Must Be Santa : Heather
- 2000 : The Best Girl : Alice
- 2000 : Fais-moi peur ! (Are You Afraid of the Dark?) : Emily
- 2001 : Grand Galop : Carole Hanson saison 1 et 2
- 2002 : Opération Walker
- 2002 : Get a Clue : Karen
- 2008 : Prom Wars
- 2009 : je ne suis pas ta boniche